# サダタロー
サダタロー（本名：国定 太郎（くにさだ たろう）、1978年（昭和53年） - ）は、日本の漫画家。岡山県出身。私立淳心学院高等学校を経て、早稲田大学人間科学部スポーツ科学科（現・スポーツ科学部）卒業。

## 経歴
早稲田大学漫画研究会に所属していた1998年（平成10年）、フジテレビ系列のバラエティ番組『トロイの木馬』の企画『マンガ電車』にて、コミックボンボンへの掲載権を賭けてキヨリンと対戦。自筆のイラストを売って旅費を稼ぎ、ゴールを目指すという旅に挑んだ。企画そのものはキヨリンの勝利に終わるも、おまけ扱いとして掲載された『ハダカ侍』は、後にコミックボンボンでハダカ侍を主人公とした漫画が連載された（実質デビュー作）。
ルパン三世officialマガジンでは、モンキー・パンチの画風をイメージさせる「ルパンチック」を連載。
魔法先生ネギま!オフィシャルファンブック「ネギパ!」にてショートコミックを連載していた。
ゲームセンターCXの制作会社ガスコイン・カンパニーのスタッフイラスト&ゲームセンターCXグッズのイラストを担当している。
現在は講談社BOX発行の文芸誌パンドラにて、漫画やイラストレーションを描いている。

## 作品
- ハダカ侍（コミックボンボン）
  - 新ハダカ侍
  - ハダカ侍ぷち
- 閃光シュート!モロキューくん（コミックボンボン）
- ブンブンスクラッパー（コミックボンボン）
- 夕焼け!!イヌ番長（コミックボンボン）
- ルパンチック
- がんばれ!!クスハちゃん（ACTION COMICS）
- あおくび大根ほっこり帖
- 蹴犬伝説ゴーゴーゴロー!（週刊少年マガジン）
- DTPT「三匹のDT」（パンドラ）　　監修：松江哲明　「『童貞。をプロデュース』をトリビュート」
- 幸福荘な貧乏神ちゃん（パンドラ）
- いい旅　パチ気分（パチンコ10番勝負）
- あるパチ～の（パチンコ10番勝負）
- くまモン4コマ漫画（熊本日日新聞連載、2014年4月1日 - ）

## 本
- あおくび大根ほっこり帖（2005年2月24日）
- ボクらってヘンですか? 日大ルール（2018年12月22日）